# Левинберг, Залман
Левинберг Залман (22 апреля 1909, Тальсен Курляндской губернии — 1983, Израиль) — политический деятель, издатель, журналист. Один из инициаторов создания еврейского подполья «Ам лохэм»

## Биография
Родился в семье раввина Иешуа Залмана Левинберга и Мириам Хофман. Получил традиционное еврейское религиозное образование. Окончил университет в Риге. Активно принимал участие в деятельности сионистского движения «Бейтар», возглавлял его директорат в Латвии и Литве, был членом директората всемирного «Бейтара». Руководил изданием ежедневной газеты «Моргенпост» (Рига).
В 1939 году Левинберг иммигрировал в Эрец-Исраэль. Некоторое время издавал газету «Ха-Машкиф». Во время Второй мировой войны занимался мобилизацией добровольцев в британскую армию. Входил в состав «Центра Диаспоры» — ревизионистского движения, занимавшегося организацией доставки евреев Европы в Эрец-Исраэль. После создания Израиля был одним из директоров газеты «Маарив». В 1949 году женился на Рахель Розенкович.